# Diable-oiseau
Cet article concerne le cryptide. Pour l’oiseau, voir Grand-duc du Népal.
Le Diable-oiseau (Ulama en sri-lankais) est un cryptide du Sri Lanka qui émet des cris humains durant la nuit dans la jungle. Dans le folklore sri-lankais, on croit que le hurlement de cet oiseau est un présage de mort. L’identité précise du Diable-oiseau fait toujours l’objet d’un débat, bien que le Grand-duc du Népal corresponde largement à son profil, d’après une découverte de 2001.
L’oiseau n’étant pas souvent aperçu et son cri n’étant décrit qu’en des termes vagues, les enregistrements sonores de l’Ulama sont susceptibles de correspondre à ceux de l’engoulevent de jungle (Caprimulgus indicus kelaarti). Les engoulevents mâles sont connus pour avoir un cri atypique qu’ils émettent en vol.[réf. nécessaire]

## Résolution du mystère du cryptide

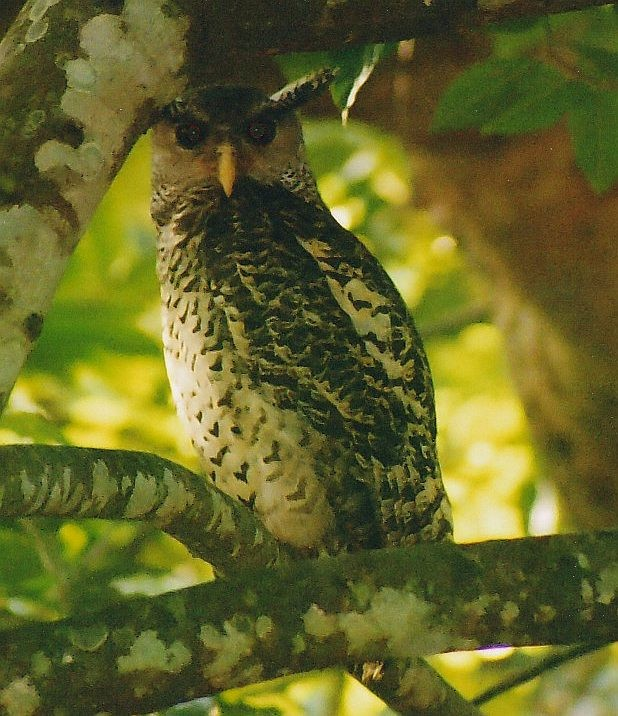
Grand-duc du Népal qui serait l'animal à l'origine du mythe

L’identification de cet oiseau a fait l’objet d’une enquête systématique du Dr R. L.. Spittel dans son livre Far-off Things. Ainsi, le Grand-duc du Népal est l’un des potentiels prétendants, néanmoins, l’aigle huppé (Nisaetus cirrhatus ceylanensis) et la bondrée orientale (Pernis ptilorhynchus) demeurent les prétendants les plus susceptibles de correspondre au "Diable-oiseau".
Un spécimen de Grand-duc du Népal (Bubo nipalensis) trouvé en 2001 par des villageois a fait l’objet de beaucoup de publicité dans la presse, qui affirmait avoir finalement identifié l’oiseau. Cependant, les habitants qui avaient entendu le ‘‘vrai’’ cri de l’Ulama et qui avaient observé l’oiseau en pleine action sont certains qu’il s’agit d’un aigle huppé, ce qui serait davantage en accord avec le cri de l’Ulama dans le folklore local. La raison de cette confusion est probablement due au fait que la plupart des Sri Lankais ont une perception erronée du véritable cri de l’Ulama.
L’un des problèmes qui font du Grand-duc du Népal un candidat peu probable au titre de Diable-oiseau est que dans la plupart des légendes impliquant l’oiseau, le Diable-oiseau originel est décrit comme une personne angoissée qui s’est enfuie dans la forêt en se serrant la tête ‘‘d’une seule main’’, indiquant que l’oiseau avait une crête plutôt que deux oreilles touffues. Compte tenu de la proéminence des oreilles touffues du Grand-duc du Népal, il ne peut pas s’agir du Diable-oiseau. Néanmoins, toutes les légendes ont pu émaner d’une seule et même légende, lesquelles ont toutes pu avoir inclus ce détail incorrect.
Selon R.L. Spittel, dans son livre Far-off Things, les étapes devant être suivies en vue d’identifier l’oiseau sont les suivantes :
« (a) Le cri doit être clairement reconnu et défini, et ne doit pas être confondu avec de nombreux cris étranges provenant de la jungle. (b) L’oiseau doit être abattu lorsqu’il émet son cri, ou lorsqu’il est sur l’arbre d’où provient le cri. (c) Le corps doit être identifié par un ornithologue. »